# Амістед (Техас)
Амістед (англ. Amistad) — переписна місцевість (CDP) в США, в окрузі Вал-Верде штату Техас. Населення — 24 особи (2020).

## Географія
Амістед розташований за координатами 29°31′28″ пн. ш. 101°9′11″ зх. д. / 29.52444° пн. ш. 101.15306° зх. д. (29.524493, -101.153050).  За даними Бюро перепису населення США в 2010 році переписна місцевість мала площу 3,91 км², уся площа — суходіл.

## Демографія
Згідно з переписом 2010 року, у переписній місцевості мешкали 53 особи в 25 домогосподарствах у складі 17 родин. Густота населення становила 14 осіб/км².  Було 103 помешкання (26/км²).
Расовий склад населення:
| - 86,8 % — білих - 1,9 % — азіатів - 11,3 % — осіб інших рас |

До двох чи більше рас належало 0,0 %. Частка іспаномовних становила 26,4 % від усіх жителів.
За віковим діапазоном населення розподілялося таким чином: 7,5 % — особи молодші 18 років, 51,0 % — особи у віці 18—64 років, 41,5 % — особи у віці 65 років та старші. Медіана віку мешканця становила 62,8 року. На 100 осіб жіночої статі у переписній місцевості припадало 130,4 чоловіків;  на 100 жінок у віці від 18 років та старших — 122,7 чоловіків також старших 18 років.
Цивільне працевлаштоване населення становило 3 особи. Основні галузі зайнятості: публічна адміністрація — 100,0 %.